# Millington (Tennessee)
Millington – miasto w Stanach Zjednoczonych, w stanie Tennessee, w hrabstwie Shelby.